# Єронім (Устрицький)
Єронім Устрицький (хресне ім'я Юрій, пол. Hieronim Jerzy Ustrzycki; 1658, Сяноцька земля — 12 жовтня 1748, Спас) — руський унійний релігійний діяч, василіянин, єпископ Перемишльської унійної єпархії (1715—1746).

## Життєпис

Простріл — герб роду Устрицьких

Представник шляхетського роду Устрицьких, який користувався гербом Простріл (пол. Przestrzał): на червоному щиті — меч, пробитий стрілою, на шоломі корона, в ній три страусові пера.
Народився бл. 1658 року в Сяноцькій землі.
За даними Каспера Несецького:
- Батько — Юрій (Єжи) Устрицький, який мав 2-х дружин: перша — з Літинських, друга — з Турзанських;
- Мав брата Василя.

Вступив до Львівського василіянського монастиря.
10 грудня 1715 р. номінований на Перемишльського унійного єпископа і висвячений у Львові 17 грудня того ж року. На посаді Перемишльського єпископа (1715―1746) здійснив у своїй єпархії реформу, ухвалену Замойським синодом (1720), в якому брав участь. Заснував стипендію для кліриків зі своєї єпархії для студій у вірменській семінарії у Львові. 1739 року призначив своїм коад'ютором Онуфрія Шумлянського. 27 січня 1740 скликав єпархіальний синод, під час якого були прийняті постанови у справах генерального і катедрального офіціалів, деканів, парохів, парафій і реформи єпархії.
1746 року зрікся з обов'язків єпископа і переїхав жити до Спаського монастиря, де й помер 12 жовтня 1748 р. і був похований у крипті церкви Лаврівського монастиря.
Інша версія дати смерті Єроніма Устрицького ― 27 жовтня 1746 року.